# Refugio Timbó Gigante
El refugio de Vida Silvestre Timbó Gigante es un área natural protegida cercanías de la localidad de Montecarlo, en el departamento homónimo, en la provincia de Misiones, en la mesopotamia argentina.

Fue creada sobre una superficie de 199 ha, aproximadamente en torno a la posición 26°32′S 54°46′O / -26.533, -54.767. Uno de sus límites es el arroyo Paranay Guazú. Desde el punto de vista fitogeográfico corresponde a la ecorregión selva paranaense.
El refugio fue creado en el año 1991 por acuerdo privado entre la empresa La Misionera, propietaria de las tierras, y la Fundación Vida Silvestre Argentina, con el objetivo de preservar el entorno de un gran ejemplar de timbó de más de 40 metros de altura y cuyo tronco tiene más de 2 metros de diámetro.

La visita al refugio es una de las actividades turísticas organizadas desde la cercana localidad de El Alcázar.

## Flora y fauna
La reserva tiene como objetivo la protección de un ejemplar de timbó colorado (Enterolobium contortisiliquum) cuyas dimensiones lo califican como uno de los más desarrollados de la región. En el entorno se encuentran otras especies propias de la ecorregión, entre ellas el guatambú (Balfourodendron riedelianum), la María preta (Diatenopteryx sorbifolia), la escalera de mono (Bauhinia ungulata) y la curiosa especie conocida como «patito coludo» (Aristolochia macroura) entre otras. 
La fauna del refugio incluye caís (Cebus sp.) y aves como el frutero overo (Cissopis leverianus), el cabezudo (Leptopogon amaurocephalus), y el picopala chico (Platyrinchus mystaceus).